# Basalys uherkovichi
Basalys uherkovichi är en stekelart som först beskrevs av Szabó 1978.  Basalys uherkovichi ingår i släktet Basalys, och familjen hyllhornsteklar. Arten är reproducerande i Sverige.